# Hibbertia vaginata
Hibbertia vaginata är en tvåhjärtbladig växtart som först beskrevs av George Bentham, och fick sitt nu gällande namn av F. Müll. Hibbertia vaginata ingår i släktet Hibbertia och familjen Dilleniaceae. Inga underarter finns listade i Catalogue of Life.